# فربانيا

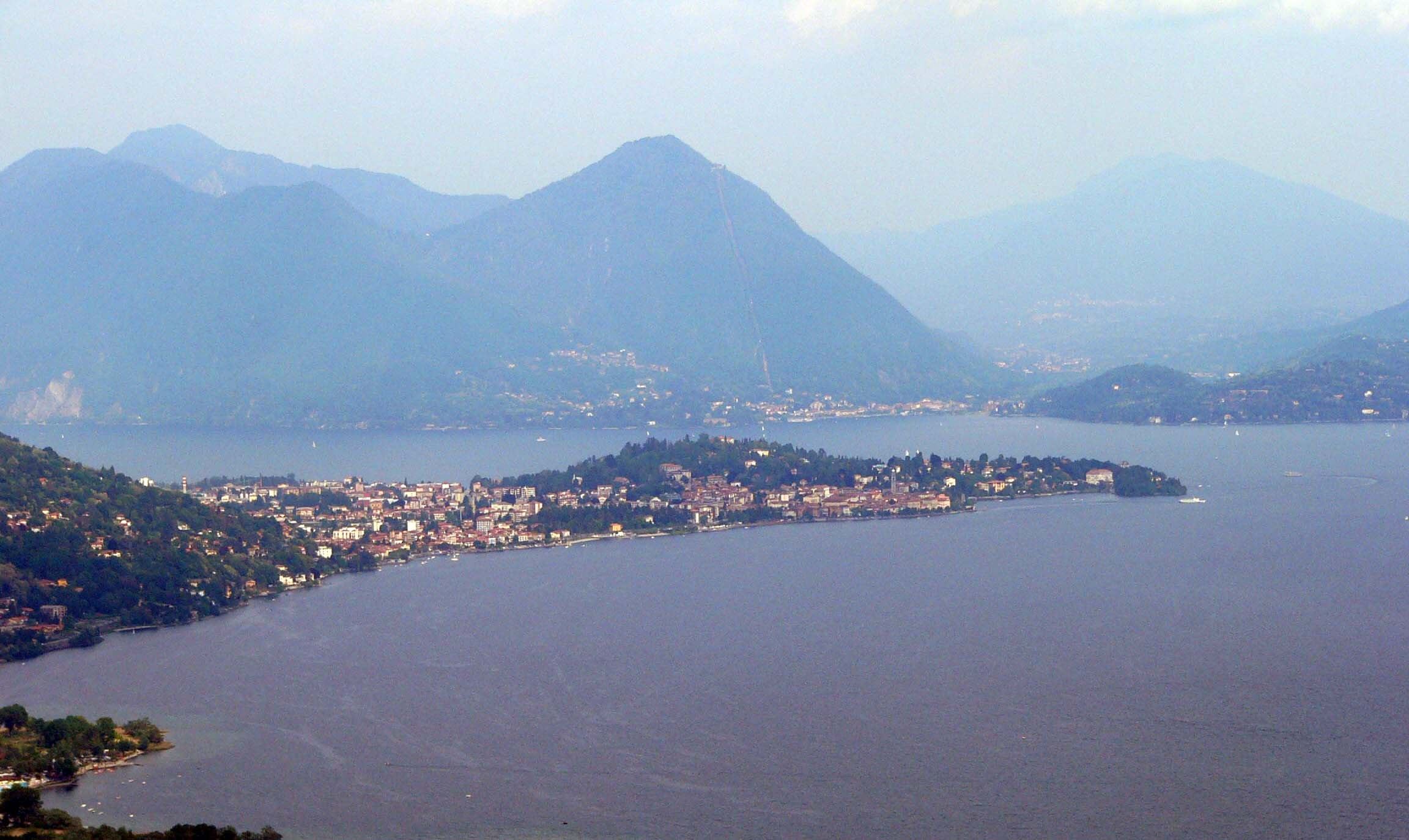
فربانيا

فربانيا (بالإيطالية: Verbania)‏، مدينة إيطالية بإقليم بييمونتي على ضفة بحيرة مادجوري، في شمال غرب البلاد. عاصمة مقاطعة فربانو كوزيو أوسولا، عدد سكانها 30.794 نسمة.

## السكان
في سنة 1861 بلغ عدد السكان 12٬193 نسمة، وتطور العدد ليصل في سنة 2011 لـ 30٬332 نسمة.
يظهر هذا المخطط البياني تطور النمو السكاني لـ فربانيا.

## تضاريسها
تقع مدينة فربانيا على ارتفاع نحو 197 متر فوق سطح البحر على الشاطيء الغربي لبحيرة لاغو ماجيوري. وتمتد على الشاطيء بمساحة 37 كيلومتر مربع.

## توأمة
لفربانيا اتفاقيات توأمة مع كل من:
- بور دوبياج [الإنجليزية]‏
- كريكفينيسا
- East Grinstead [الإنجليزية]‏
- ميندلهايم
- بياترا نيامتس
- سان فيليو دي غيكسولس
- شفاتس
- سبيناتسولا

## صور من فربانيا

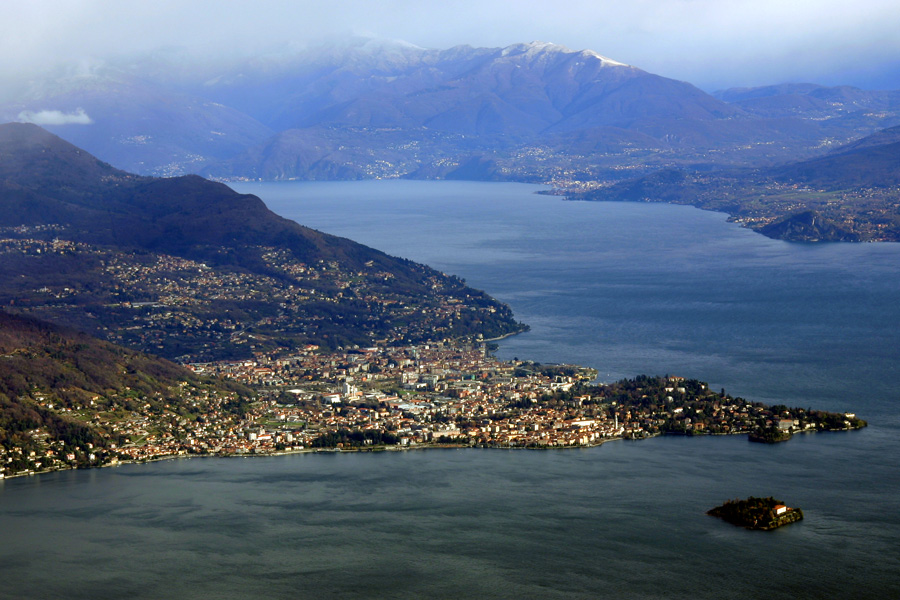
بانوراما فربانيا
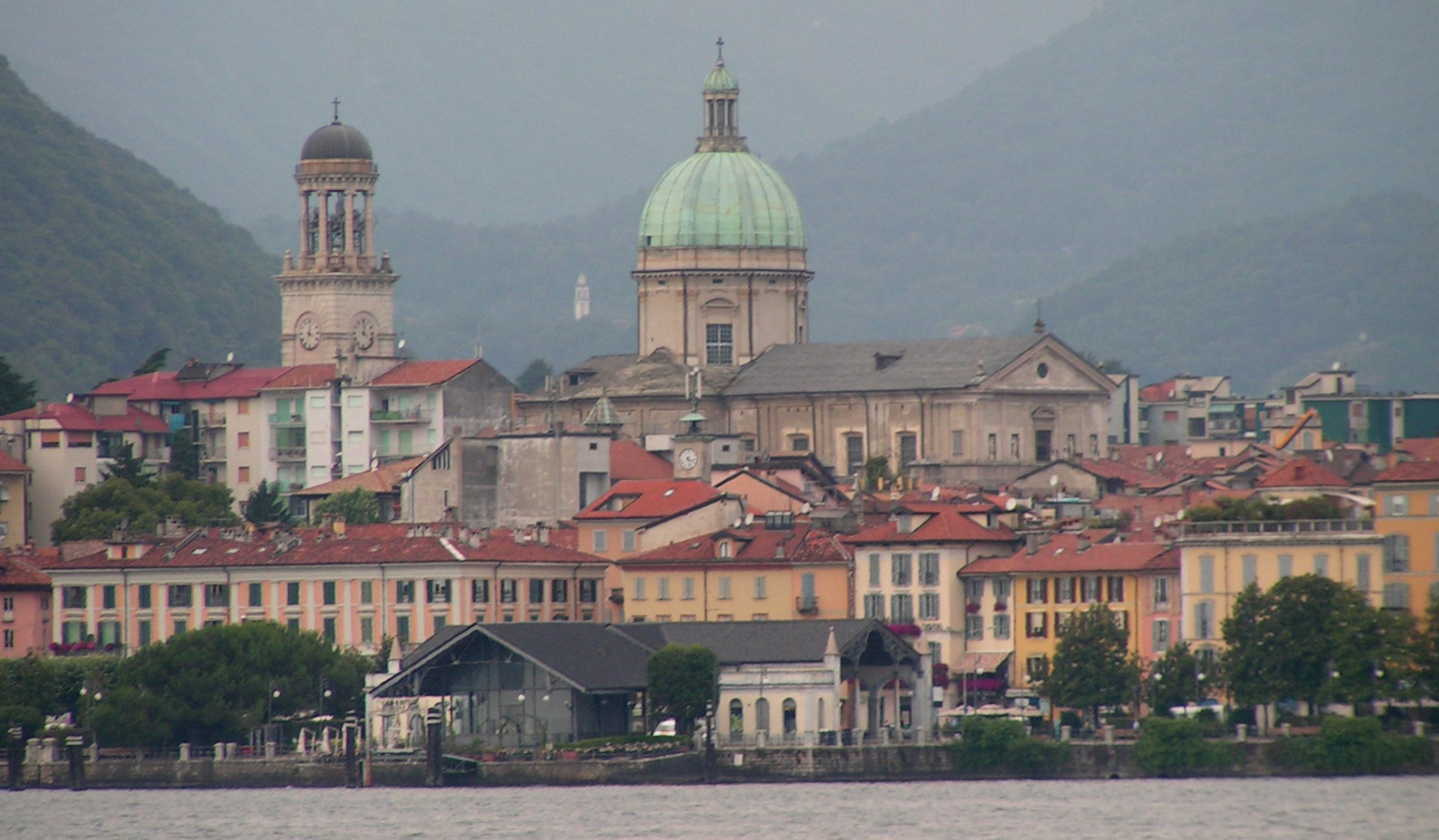
وسط فربانيا كما يرى من المعدية البحرية
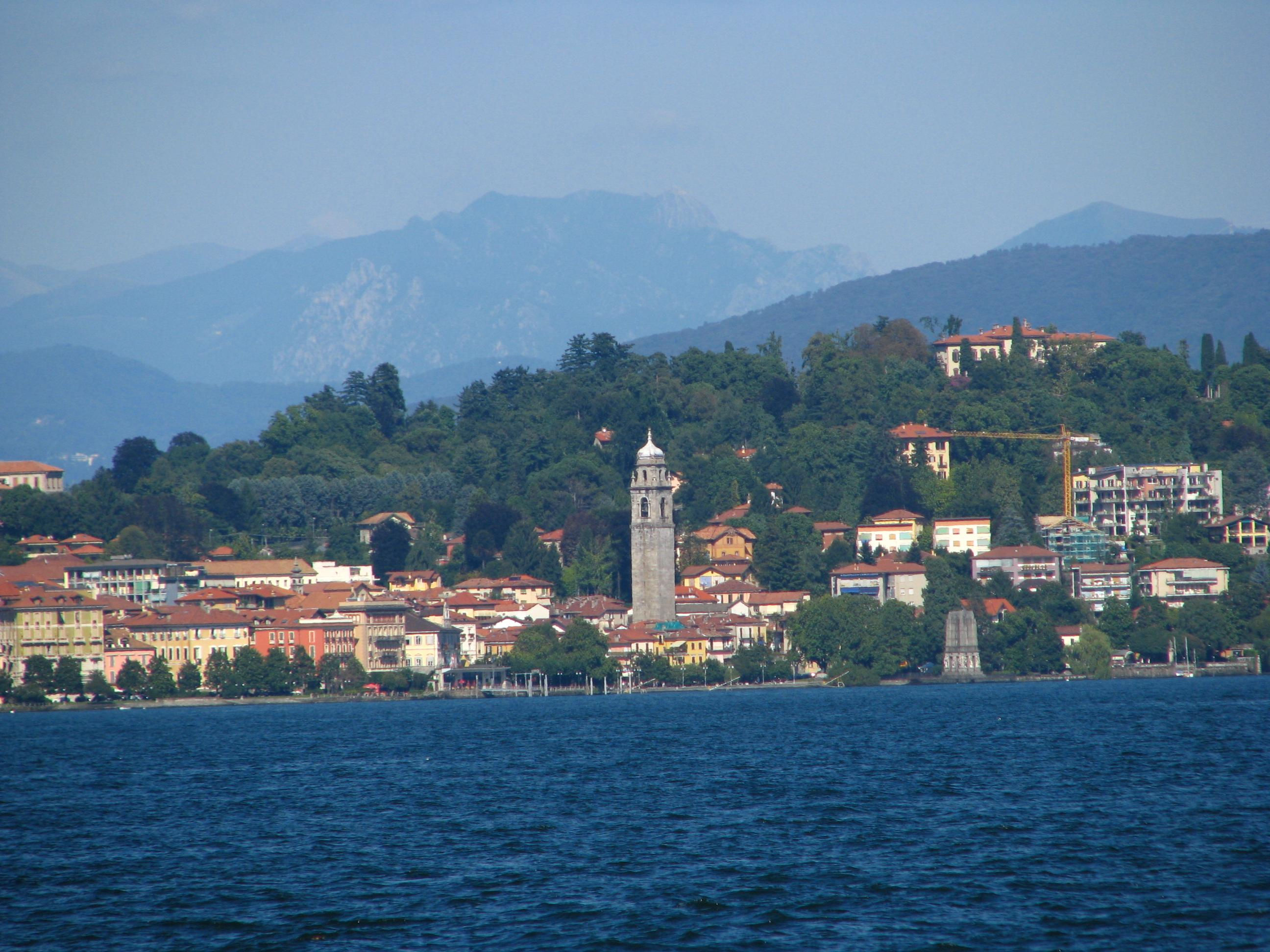
فربانيا-بالانتزا كما ترى من جزيرة بيسكاتوري
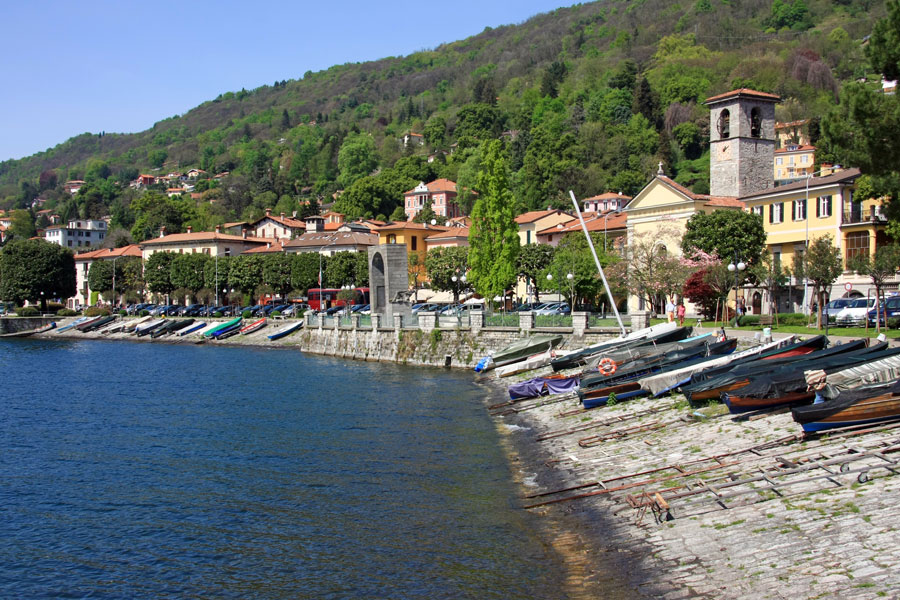
لونغولاغو دي سونا

## المعالم السياحية

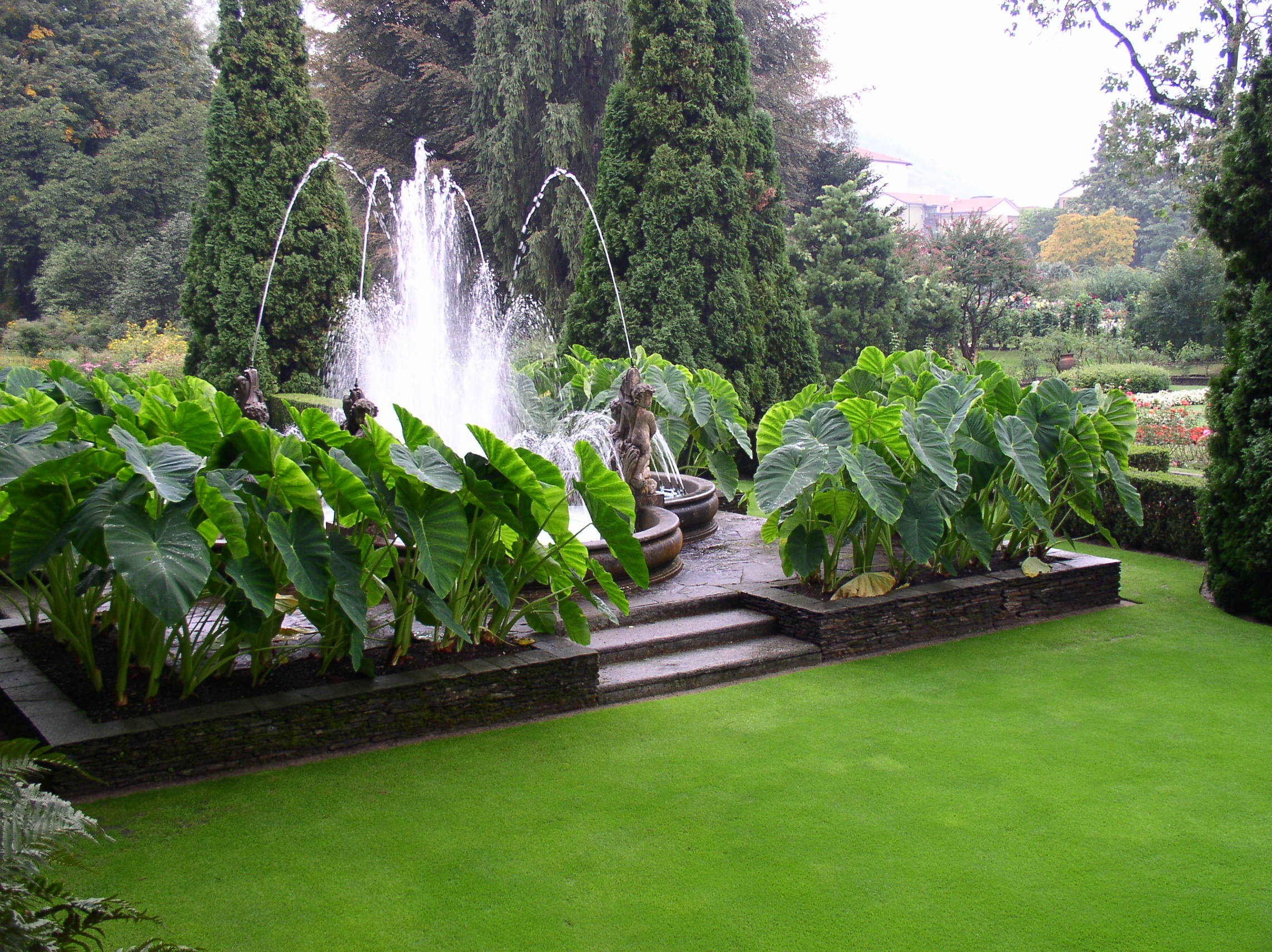
حديقة النباتات في Verbania-Pallanza

تتبع حديقة النباتات فيلا ترانتو التي تقع على اللسان الأرضي «بونتا ديلا كاسناغنولا» في بحيرة لاغو ماجيوري.
المناخ في جنوب بحيرة لاغة ماجيوري معتدل. وأنشئت في فربانيا الحديقة في عام 1930 وأصبحت شهيرة في كل أنحاء الدنيا. ففيها أكثر من 20.000 من النباتات مزروعة في نحو 20 هكتار وموزعة في أحواض ذات تشكيلات جميلة. هذا المنتزه يتمتع بما فيه من أشجار ونباتات فريدة، كما يتمتع بموقه الجميل على بحيرة لاغو ماجيوري وبين الجبال العالية الخضراء المحيطة.
حدث إعصار شديد في صيف عام 2012 مما أدى إلى تدمير جزء من الحديقة، ولكن أعمال الترميمات لا زالت قائمة بغرض إعادة المنتزه إلى رونقه السابق.

## أعلام
- أندريا بافينا
- باولو تروبيتسكوي
- ويليام ر. راش
- إيفا سورينسن
- فيليبو غانا